# Rocher des Pradoux
Le rocher des Pradoux est un sommet situé dans le Massif central. Il s'élève à 1 440 mètres d'altitude au sein du massif du Mézenc. 

## Géographie
Le rocher des Pradoux se trouve dans la commune de Borée dans le département de l'Ardèche. C'est une barre rocheuse phonolitique isolée à grands cristaux d’anorthose.